# ボックスチャーター
ボックスチャーター株式会社は、「JITBOXチャーター便（ジットボックスチャータービン）」及び「JITパレットチャーター便（ジットパレットチャータービン）」と称する、特別積合せ輸送のパッケージ商材を提供する事業母体会社（フランチャイザー）。実際の集配等の業務は参加企業（フランチャイジー）が行う。

## 概要
大手路線会社が、輸送効率向上を目的として、ロールボックスパレット単位での輸送商品を共同開発した。その合弁会社がボックスチャーター株式会社であり、各社とも「JITBOXチャーター便」という同じ名称で販売している。これは宅配便に近い発想で地帯別の料金設定をしていて、とかく分かりにくい料金体系が明瞭になるばかりではなく、貨物を積み替える時の破損事故などの軽減、さらには仕分けコストの軽減にも役に立っている。
全体として高効率・高品質な物流ネットワークを実現することを目的として、幹線輸送は主として輸送力の大きな西濃運輸が担当し、各地域における配達は当該地域において最も集配体制の整備された企業に任せる役割分担を行っている。

## 沿革
- 2002年（平成14年）9月19日 - ヤマトホールディングスが「クロネコボックスチャーター」を取り扱う子会社、ヤマトボックスチャーター株式会社を100%出資により設立（現存法人とは異なる）。
- 2006年（平成18年）3月1日 -
  - 西濃グループと業務提携。ヤマトホールディングスの増資、セイノーホールディングスが業務提携により資本参加し、社名をボックスチャーター株式会社に変更。
  - 販売商品名を「JITBOXチャーター便」へと変更し、ヤマトのプライベートブランドからフランチャイズ方式に転換。
  - ヤマトボックスチャーターの一部事業を分割し、継承するヤマトホールディングスの子会社ヤマトボックスチャーター株式会社（現存法人）をヤマトホールディングスの全額出資により新設。
- 2024年（令和6年）11月11日 -
  - T11型標準パレットに積載された貨物を専用のパネルで覆い、そのまま配達する輸送サービス「JITパレットチャーター便」を発売。

## 事業形態
フランチャイズ方式を採用しており、加盟販売会社が実際の商品販売を行っている。

## 販売会社
- ヤマトグループ
- セイノーホールディングスグループ
- 日本通運
- 札幌通運
- 三八五流通
- 第一貨物
- 東京福山通運
- 中越運送
- トナミホールディングスグループ
- 信州名鉄運輸
- 近物レックス
- 名鉄運輸グループ
- 久留米運送
- 岡山県貨物運送
- アートグループ